# Уш (острів)
Уш — острів в Росії у Сахалінській області. Знаходиться на півночі Сахаліну, в Сахалінській затоці. Поруч з південним краєм знаходиться маленький острів. Відстань до суші 1,5 км. Поруч знаходяться селища Москальво і Скобліково. Довжина острова 14 км, ширина 2,6 км. На півдні знаходиться затока Байкал .